# Palaeaspilates sublutearia
Palaeaspilates sublutearia là một loài bướm đêm trong họ Geometridae.